# Dames Point Bridge
Dames Point Bridge (oficjalna nazwa Napoleon Bonaparte Broward Bridge) – most wantowy nad rzeką St. Johns w Jacksonville, w stanie Floryda, w ciągu drogi stanowej 9A. Budowa rozpoczęła się w 1985 roku i została ukończona w 1989. Główne przęsło ma długość 396,2 m i wysokość 53 m. Most został zaprojektowany przez HNTB Corporation.